# سوبا (الخليل)
سوبا أو خربة سوبا تجمع فلسطيني ضمن مجلس بلدي إذنا شمال غرب محافظة الخليل جنوب الضفة الغربية. وقع تحت الاحتلال الإسرائيلي بعد حرب 1967. ترتفع الخربة عن سطح البحر حوالي 485 مترًا.
يحدها من الشمال ترقوميا، ومن الجنوب حمصة، ومن الشرق دورا، ومن الغرب إذنا وخربة الدير.

## الحكم المحلي والسكان
بلغ عدد سكان التجمع عام 1961 حوالي 125 نسمة، وفي تعداد عام 1997 حوالي 83 نسمة، بينما في عام 2017 وصل إلى نحو 138 نسمة.
في 21 مارس 2005، قرر رئيس الوزراء الفلسطيني أحمد قريع إلغاء مجلس قروي سوبا وضم المنطقة إلى مجلس بلدي إذنا.

## الأرض والزراعة
للخربة أراضٍ خصبة وواسعة وتزرع فيها العديد من المحاصيل والأشجار المثمرة. كما تضم الخربة محمية سوبا والتي يصل مساحتها الإجمالية إلى 12 ألف دونم، والمساحة النموذجية حوالي 200 دونمًا وتقع ضمن المنطقة ج.

## الآثار
تحوي خربة سوبا جدران مهدمة وأساسات حجارتها منحوتة، ومغر منقورة في الصخر.
بلغ عدد المباني القديمة في الخربة نحو 23 مبنى.